# Mit Blut geschrieben
Mit Blut geschrieben ist ein US-amerikanischer Kriegsfilm aus dem Jahr 1959 von Lewis Milestone mit Gregory Peck in der Hauptrolle, der bei diesem Film auch Co-Produzent war. Der Film wurde von Melville Production produziert. Das Drehbuch basiert auf dem 1956 erschienenen Buch Pork Chop Hill: The American Fighting Man in Action, Korea, Spring, 1953 von Brigadegeneral S. L. A. Marshall.

## Handlung
Korea im April 1953. Während in Panmunjeom Verhandlungen zur Beendigung des Koreakrieges geführt werden, wird in der Neutralen Zone zwischen Nord- und Südkorea der Pork Chop Hill genannte 300 Meter hohe Hügel 255 von den Chinesen zurückerobert, wobei eine ganze Infanterie-Kompanie der USA vernichtet wird.
Lieutenant Clemons, Kommandant der Kilo-Kompanie, bekommt von Colonel Davis den Befehl, den Hügel wieder einzunehmen. Die Lima-Kompanie soll dabei Flankenschutz geben. Clemons glaubt nicht an einen strategischen Wert des Hügels. Gegenüber seinem Freund und Stellvertreter Lieutenant Ohashi vermutet er, dass so die Stärke der US-Truppen bei den Verhandlungen unterstrichen werden soll.
Clemons unterteilt seine Kompanie in drei Gruppen. Er selber kommandiert die erste Gruppe, Ohashi die zweite, während die dritte Gruppe in Reserve gehalten wird. Als die beiden Gruppen den Hügel im Morgengrauen erreichen, wird er unter Artilleriefeuer genommen, was jedoch wirkungslos bleibt. Die Chinesen senden weiterhin per Lautsprecher Propaganda, um die US-Soldaten zu zermürben.
Im Hauptquartier erfährt Davis, dass durch Missverständnisse sich der Einsatz der Lima-Kompanie verzögert. Clemons Männer werden nach dem Ende des Artilleriebeschusses von schwerem Feindfeuer aufgehalten. Durch fehlerhaftes Beleuchten mit Scheinwerfern geben die Männer leichte Ziele ab. Über Funk klärt sich auf, dass der Scheinwerfertrupp die Positionen verwechselt hat.
In der Abenddämmerung kann Clemons die zweite Gruppe unter Ohashi nicht erreichen. Er schickt einen Melder los. Seine Männer werden von Fanfarenstößen beunruhigt, die einen chinesischen Angriff befürchten lassen. Endlich kann Clemons Ohashi erreichen und fordert Unterstützung. Doch Ohashis Gruppe hat schwere Verluste erlitten und kann die Position nicht mehr halten. Um seine linke Flanke zu schützen, befiehlt Clemons ein paar Männern, dort ein MG-Nest aufzubauen.
Clemons beschwert sich bei Davis über die ausgebliebene Unterstützung. Davis besteht weiterhin auf der Einnahme des Hügels. Ohashi berichtet, dass er die Hälfte seiner Männer eingebüßt habe. Er will nun aus der Reservegruppe Ersatz nachholen, doch Clemons will die dritte Gruppe noch zurückhalten. Nachdem Ohashi wieder auf seinem Posten ist, kommen zwölf Soldaten den Hügel hochgelaufen. Es sind die einzigen Überlebenden der Lima-Kompanie, die auf ihrem Weg zum Einsatz vernichtet wurde.
Immer weiter gehen die übrig gebliebenen Männer unter Clemons vor. Als sie einen Bunker einnehmen, wird dieser von Artillerie beschossen. Die mittlerweile demoralisierten Männer glauben, dass es Beschuss der eigenen Artillerie war. Clemons, in Befürchtung von Desertationen, erzählt ihnen, dass das Feuer von einer nahegelegenen chinesischen Stellung gekommen sei. Clemons trifft sich zur Besprechung mit Ohashi. Clemons fordert nun die dritte Gruppe an, die von dem unerfahrenen Lieutenant Waldorf geführt wird.
Ohashi unternimmt einen Angriff, wobei Clemons mit seiner Gruppe für Ablenkung sorgt. Tatsächlich ist Ohashi erfolgreich, der Hügel wird eingenommen. Clemons funkt den Erfolg ins Hauptquartier, das zeitgleich schwer bombardiert wird. Der Funkkontakt bricht ab, so wird Clemons Ersuchen um Unterstützung und Nachschub von Davis nicht gehört. Zu Clemons Freude erreicht sein Schwager Lieutenant Russell, Kommandant der Golf-Kompanie den Hügel. Russell ist jedoch nicht zur Unterstützung Clemons da, er soll eine Säuberungsaktion durchführen. Russell ist entsetzt, dass Clemons und Ohashi nur noch über 35 kampftaugliche Soldaten verfügen.
Davis, im Glauben der Hügel sei gesichert, beordert Russels Kompanie zurück. Clemons funkt zurück, dass er ohne Russels Männer den Hügel nicht halten könne. Im Hauptquartier ist sich General Trudeau nicht sicher, ob der Hügel gehalten werden soll oder nicht. Er unterstützt aber den Befehl zum Abzug der Golf-Kompanie. Russel lässt die Verwundeten evakuieren und hinterlässt Clemons so viel Munition wie möglich. Die Chinesen fordern die Kapitulation der US-Soldaten in 45 Minuten und drohen mit der Vernichtung der Einheit. Clemons lässt seine verbliebenen 25 Männer ausschwärmen. Clemons erklärt Davis, dass sie aufgeben müssen, sollten sie keine Unterstützung erhalten. Davis hat diesbezüglich jedoch keine Befehle erhalten.
Bei den Verhandlungen in Panmunjeom wird den US-Delegierten klar, dass die Chinesen den Kampf um den Pork Chop Hill als Charaktertest für die US-Truppen ansehen. Die chinesischen Truppen beginnen ihren Angriff. Ohashi wird verwundet, die Soldaten werden in die Bunker zurückgedrängt. Dort müssen sie sich der Angriffe durch Flammenwerfer erwehren. Die Angriffe stoppen, als endlich Verstärkung eintrifft.

## Produktion
Gedreht wurde der Film von Ende Mai bis Anfang August 1958 in Arizona (u. a. in Patagonia) und in Kalifornien (Westlake Village und im San Fernando Valley).

## Stab und Besetzung
Edward G. Boyle war der Szenenbildner, Gwen Wakeling die Kostümbildnerin. Earl Crain und Roger Heman sr. waren für den Ton verantwortlich. Militärischer Berater war Captain Joseph Clemons, der an der im Film gezeigten Schlacht teilgenommen hatte und von Gregory Peck dargestellt wurde.
In kleinen nicht im Abspann erwähnten Nebenrollen traten Harry Dean Stanton, Clarence Williams III und Ben Wright auf. Hal Needham war einer der Stuntmen.
Martin Landau und Clarence Williams III gaben ihr Kinodebüt.

## Synchronisation
Die deutsche Synchronfassung wurde von der Ultra-Film Synchron GmbH in München erstellt.
| Rolle         | Schauspieler   | Deutscher Synchronsprecher |
| ------------- | -------------- | -------------------------- |
| Lt. Clemons   | Gregory Peck   | Peter Pasetti              |
| Pvt. Forstman | Harry Guardino | Kurt E. Ludwig             |
| Lt. Russel    | Rip Torn       | Reinhard Glemnitz          |
| Col. Kern     | Bob Steele     | Christian Marschall        |
| Pvt. Franklin | Woody Strode   | Gerd Duwner                |
| Lt. Cook      | Leonard Graves | Erich Ebert                |

## Historischer Hintergrund
Der Film beruht auf wahren Begebenheiten, die in dem Film zu Grunde liegenden Buch von S. L. A. Marshall aufgeführt werden. Die Schlacht am Pork Chop Hill wurde vom 16. Bis zum 18. April 1953 nördlich von Yeoncheon ausgetragen. Die von den USA geführten UN-Truppen (mit Soldaten aus Südkorea, Äthiopien, Kolumbien und Thailand) griffen den von den Chinesen besetzten Hügel an und konnten ihn schließlich einnehmen. Die US-Truppen hatten 104 Tote und 373 Verwundete zu beklagen. Über die Verluste der chinesischen Truppen ist nichts bekannt.

## Veröffentlichung
Die Premiere des Films fand am 29. Mai 1959 in New York statt. In der Bundesrepublik Deutschland kam er am 4. September 1959 in die Kinos, in Österreich am 15. Januar 1960.

## Kritiken
Das Lexikon des internationalen Films schrieb: „Realistischer Kriegsfilm, teilweise im Stil des Tatsachenberichts inszeniert, der sich aber verständlicherweise schwertut, ein offensichtlich nicht ganz sinnvolles Unternehmen zu rechtfertigen.“
Die Filmzeitschrift Cinema befand: „Mit atemberaubenden, schonungslos realistischen Actionszenen schuf Lewis Milestone den definitiven Koreakriegsfilm. Fazit: Grimmig: Dieser Film kennt keine Helden.“
Bosley Crowthers von der The New York Times lobte Regisseur Milestone, der wisse, wie man Kampfszenen inszeniere. Gregory Peck fand er überzeugend robust, Rip Torn aufgeräumt professionell  George Shibata exzellent. Doch die fantastischste und anhaltend beeindruckendste Besonderheit sei die Feindstimme per Lautsprecher. Die Bereitschaft, diese neue Technik der Gehirnwäsche einzubauen, sei des höchsten Lobes wert.
Das Magazin Time Out fand den Film beeindruckend mit guten Darstellern.
Die Variety beschrieb das Werk als grimmig und total realistisch. Die Geschichte zeige die Ironie des Krieges und den Mut, den Menschen aufbringen können, für eine Sache zu sterben, die sie nicht verstehen und für ein Ziel, das vollkommen unwichtig ist.
Ken Hanke bezeichnete den Film im Mountain XPress trotz einiger Fehler als ersten modernen Kriegsfilm.